# 夢みるように眠りたい
『夢みるように眠りたい』（ゆめみるようにねむりたい）は1986年の映像探偵社製作、シネセゾン配給の日本映画。上映時間84分。
当時、無名だった林海象が、モノクロ、サイレントの手法を用いて撮った昭和30年代頃の浅草を舞台にしたミステリー。林本人の談では、最終的な製作費は700万円程度であったという。佐野史郎の初主演映画でもある。
2020年にデジタルリマスター版が完成、その後全国の劇場で上映された。

## あらすじ
私立探偵の魚塚は、月島桜という老女から、執事・松之助を通して、誘拐された娘、桔梗を探してほしいという依頼を受ける。浅草の町を調査するうち、次々と仕掛けられた謎を解いていく魚塚。やがてこの事件は、未完に終ったサイレント映画『永遠の謎』のストーリーにそって展開し、魚塚は、娘を探しているのではなく『永遠の謎』のラスト・シーンを追っていることに気づく。この映画は日本で初めてほんものの女優が主演したものだったが、警視庁の検閲に妨害され、ラストシーンの撮影が出来ず、葬り去られたものだった。魚塚が月島桜の家を訪ねると、失われたラストシーンのためのお膳立てがなされていた。

## キャスト
- 魚塚…佐野史郎
- 月島桔梗…佳村萠
- 月島桜…深水藤子
- 松之助…吉田義夫
- 小林…大竹浩二
- 赤柿独楽天…松田春翠
- Mパテー商会・手品師…大泉滉、あがた森魚、小篠一成
- 片岡兄弟…中本恒夫、中本龍夫
- 回転屋…十貫寺梅軒
- 駄菓子屋…遠藤賢司
- 櫛屋…草島競子
- 卵屋…若井恵理子
- 電気館木戸番…剛州
- 悪漢…渡辺哲、木澤雅博、登日隆盛
- 芸人…石渡明廣、安保由夫、澤登翠、梅津和時
- 警官…森太津弥
- 侍…杉本敏一、加茂克信
- 楽隊…福原一臣、里村孝雄、伊藤イサム、高松正行

## スタッフ
- 監督…林海象
- 脚本…林海象
- 製作…林海象、一瀬隆重、あがた森魚
- 音楽…浦山秀彦、熊谷陽子、佳村萠、あがた森魚
- 撮影…長田勇市
- 照明…長田達也
- 美術…木村威夫
- 衣裳…長澤均
- 助監督…植村康忠

## 備考
ラストシーンのロケセットは、映画『メカゴジラの逆襲』（1975年）で真船博士の研究室としても使われていた場所であり、ゴジラファンである佐野は奇縁を感じたと述べている。